# Oberst-Gruppenführer

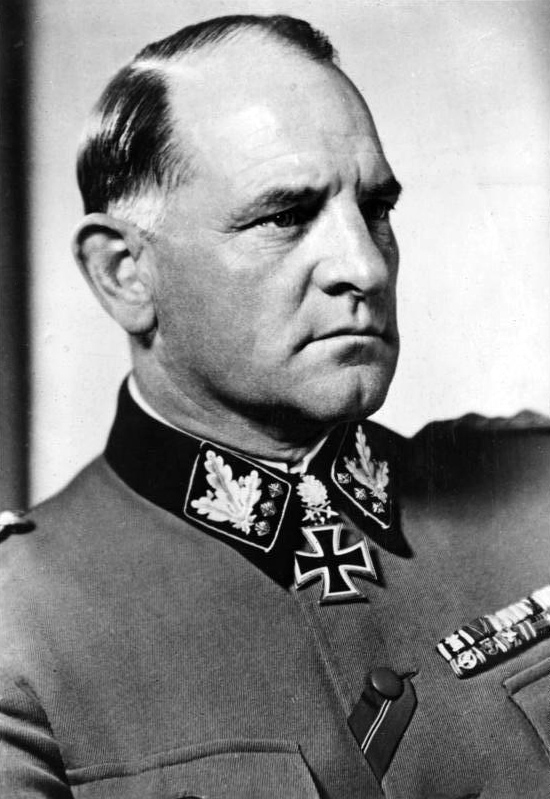
Josef "Sepp" Dietrich, SS-Oberst-Gruppenführer en Generaloberst van de Waffen-SS

Oberst-Gruppenführer was de hoogst aangestelde SS-rang, met de uitzondering van Reichsführer-SS, een speciale rang van Heinrich Himmler. Oberst-Gruppenführer was het equivalent van Kolonel-generaal in het toenmalige Duitse leger.
Sinds de aanstelling in 1942 werd de rang van SS-Oberst-Gruppenführer alleen gehouden door vier mensen, namelijk:
- Sepp Dietrich (vanaf 20 april 1942[1]) (hij was SS-Oberst-Gruppenführer und Generaloberst der Waffen-SS)
- Kurt Daluege (vanaf 20 april 1942) (hij was ook Generaloberst der Polizei)
- Franz Xaver Schwarz (vanaf 20 april 1942)
- Paul Hausser (vanaf 1 augustus 1944) (hij was SS-Oberst-Gruppenführer und Generaloberst der Waffen-SS)

In 1944 stelde Himmler ook aan Albert Speer, de ererang van Oberst-Gruppenführer voor, maar Speer weigerde. Jaren later zei hij dat dit lag aan zijn haat jegens de SS. Ook aan Hermann Göring werd deze rang aangeboden, maar ook hij weigerde. Dit was, omdat hij een hekel had aan Himmler. Hans-Adolf Prützmann was ook gepland (april 1945) om bevorderd te worden tot Oberst-Gruppenführer, maar gezien het verloop van de oorlog is deze bevordering nooit doorgevoerd. Prützmanns bewering wordt niet ondersteund door documentair of fotografisch bewijs. De meeste geschiedkundige teksten vermelden zijn laatste rang dan ook als Obergruppenführer.
De eerste drie dragers van deze rang waren ook een generaal bij de Polizei of Waffen-SS. Alleen Franz Xaver Schwarz had dit niet, omdat hij een Ehrenführer was, een erebaantje dus.

Insignes van de rang SS-Oberst-Gruppenführer en Generaloberst van de Waffen-SS
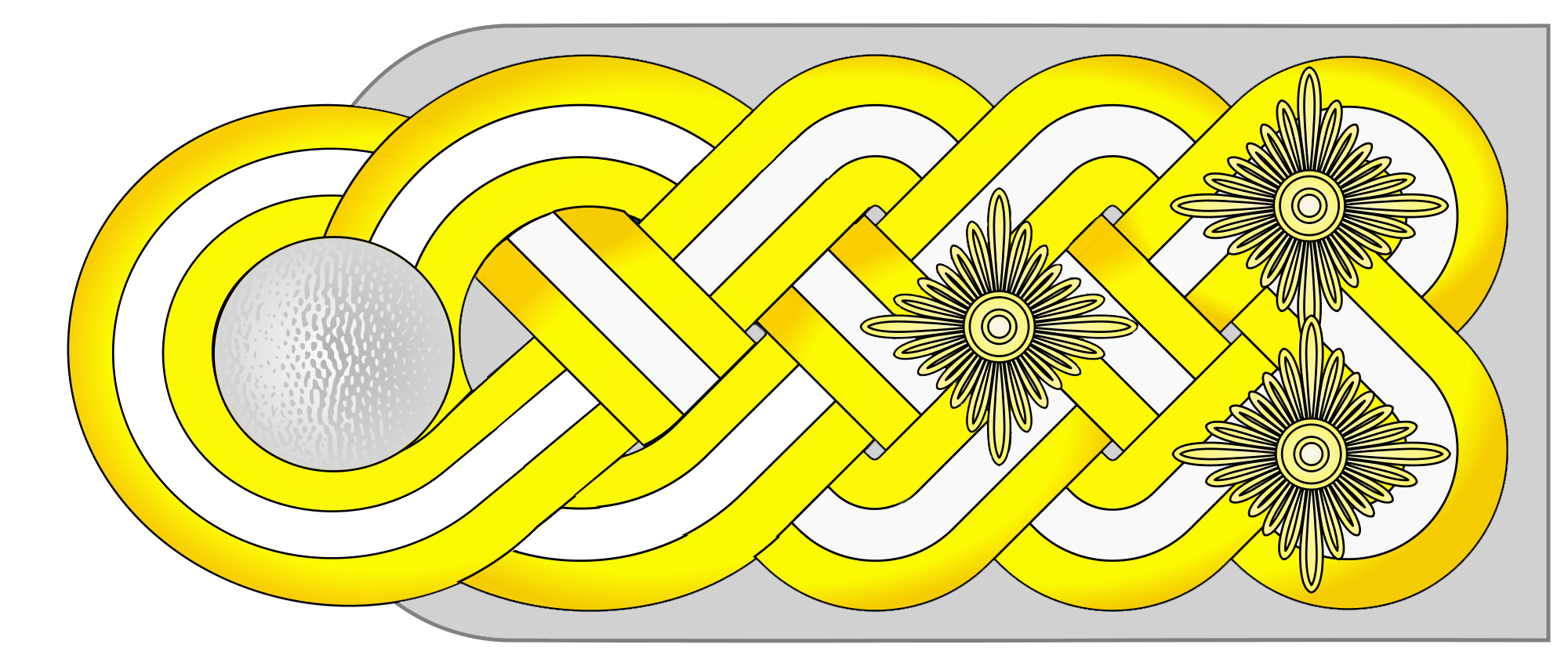
Epaulet
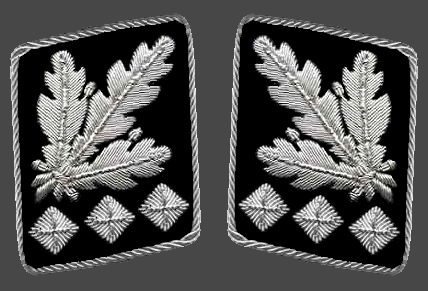
Kraagspiegels
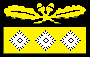
Camouflage parka

## Noot
1. ↑  Andrew Mollo: Uniformen der Waffen-SS, p. 155